# بسكادورز
بسكادورز (بالإنجليزية: Pescadores؛ الصينية التقليدية: 澎湖群島). هو أرخبيل قبالة الساحل الغربي لتايوان في مضيق تايوان يتكون من 90 جزيرة صغيرة تغطي مساحة 141 كيلومتر مربع. تدار كما هو الحال مع تايوان.

## التاريخ
من القرن السابع عشر حتى عام 1895 كانت تحكم منطقة تايون وبسكادورز القراصنة والإمبراطرية الهولندية الاستعمارية ومملكة كوكسينغا وسلالة كينغ (المانشو)، تباعا. قامت البحرية الفرنسية باحتلال الجزر لفترة وجيزة خلال الحرب الصينية الفرنسية.
في 17 أبريل 1895 تخلت سلالة تشينغ عن بسكادورز إثر معاهدة شيمونوسيكي التي وقعت مع اليابان مقابل تايوان عقب الحرب اليابانية الصينية الأولى.
في إعلان القاهرة عام 1943، ذكرت الولايات المتحدة والمملكة المتحدة والصين أن تكون «جميع الأراضي التي سرقتها اليابان من الصينيين مثل فورموزا وبسكادورز تعاد إلى جمهورية الصين».
وفي 26 يوليو، 1945. أصدرت الحكومات الثلاث إعلان بوتسدام، معلنا أن «بنود إعلان القاهرة يتعين القيام بها». في معاهدة سان فرانسيسكو، أعلنت اليابان تخليها عن سيادة فورموزا وبسكادورز الأرخبيل كان يديرها جمهورية الصين كجزء من مقاطعة تايوان منذ عام 1945.
في 25 مارس، 2002، حدثت كارثة عندما تفككت طائرة من طراز بوينغ 747-200 تشغلها شركة طيران الصين، كما خطوط الصين الجوية 611، وكانت تطير من تايبيه، تايوان إلى هونغ كونغ وعندئذ، انفجرت على تلك الجزر ومضيق تايوان على بضع أميال من الساحل. جميع الـ225 راكبا وأفراد الطاقم على متن الطائرة قتلوا. وصفت السي إن إن الحادث بأنه «مأساة تايوان».

## المناخ
يظهر الجدول التالي التغييرات المناخية على مدار السنة لبسكادورز:
| البيانات المناخية لـبسكادورز      | البيانات المناخية لـبسكادورز | البيانات المناخية لـبسكادورز | البيانات المناخية لـبسكادورز | البيانات المناخية لـبسكادورز | البيانات المناخية لـبسكادورز | البيانات المناخية لـبسكادورز | البيانات المناخية لـبسكادورز | البيانات المناخية لـبسكادورز | البيانات المناخية لـبسكادورز | البيانات المناخية لـبسكادورز | البيانات المناخية لـبسكادورز | البيانات المناخية لـبسكادورز | البيانات المناخية لـبسكادورز |
| الشهر                             | يناير                        | فبراير                       | مارس                         | أبريل                        | مايو                         | يونيو                        | يوليو                        | أغسطس                        | سبتمبر                       | أكتوبر                       | نوفمبر                       | ديسمبر                       | المعدل السنوي                |
| --------------------------------- | ---------------------------- | ---------------------------- | ---------------------------- | ---------------------------- | ---------------------------- | ---------------------------- | ---------------------------- | ---------------------------- | ---------------------------- | ---------------------------- | ---------------------------- | ---------------------------- | ---------------------------- |
| الدرجة القصوى °م (°ف)             | 28.6 (83.5)                  | 29.5 (85.1)                  | 30.8 (87.4)                  | 33.0 (91.4)                  | 34.2 (93.6)                  | 35.9 (96.6)                  | 36.7 (98.1)                  | 35.2 (95.4)                  | 35.1 (95.2)                  | 35.3 (95.5)                  | 31.1 (88.0)                  | 30.0 (86.0)                  | 36.7 (98.1)                  |
| متوسط درجة الحرارة الكبرى °م (°ف) | 19.3 (66.7)                  | 19.6 (67.3)                  | 22.4 (72.3)                  | 26.0 (78.8)                  | 28.8 (83.8)                  | 30.6 (87.1)                  | 32.0 (89.6)                  | 31.8 (89.2)                  | 30.7 (87.3)                  | 28.1 (82.6)                  | 24.8 (76.6)                  | 21.1 (70.0)                  | 26.3 (79.3)                  |
| المتوسط اليومي °م (°ف)            | 16.9 (62.4)                  | 17.1 (62.8)                  | 19.5 (67.1)                  | 23.0 (73.4)                  | 25.7 (78.3)                  | 27.6 (81.7)                  | 28.7 (83.7)                  | 28.6 (83.5)                  | 27.8 (82.0)                  | 25.4 (77.7)                  | 22.4 (72.3)                  | 18.9 (66.0)                  | 23.5 (74.3)                  |
| متوسط درجة الحرارة الصغرى °م (°ف) | 15.4 (59.7)                  | 15.4 (59.7)                  | 17.4 (63.3)                  | 20.9 (69.6)                  | 23.7 (74.7)                  | 25.6 (78.1)                  | 26.6 (79.9)                  | 26.5 (79.7)                  | 25.9 (78.6)                  | 23.9 (75.0)                  | 20.9 (69.6)                  | 17.4 (63.3)                  | 21.6 (70.9)                  |
| أدنى درجة حرارة °م (°ف)           | 7.7 (45.9)                   | 7.2 (45.0)                   | 7.4 (45.3)                   | 10.5 (50.9)                  | 16.6 (61.9)                  | 19.3 (66.7)                  | 21.8 (71.2)                  | 21.1 (70.0)                  | 19.2 (66.6)                  | 15.0 (59.0)                  | 9.6 (49.3)                   | 9.0 (48.2)                   | 7.2 (45.0)                   |
| معدل هطول الأمطار مم (إنش)        | 17.5 (0.69)                  | 50.7 (2.00)                  | 59.5 (2.34)                  | 88.3 (3.48)                  | 118.3 (4.66)                 | 153.9 (6.06)                 | 157.7 (6.21)                 | 181.0 (7.13)                 | 112.7 (4.44)                 | 28.4 (1.12)                  | 21.2 (0.83)                  | 24.2 (0.95)                  | 1٬013٫4 (39.91)              |
| متوسط الأيام الممطرة (≥ 0.1 mm)   | 5.0                          | 7.2                          | 8.9                          | 9.4                          | 9.7                          | 10.1                         | 7.7                          | 8.8                          | 6.8                          | 2.2                          | 3.6                          | 4.1                          | 83.5                         |
| متوسط الرطوبة النسبية (%)         | 79.7                         | 82.2                         | 82.1                         | 82.7                         | 83.6                         | 85.9                         | 84.8                         | 85.0                         | 80.9                         | 76.8                         | 77.3                         | 77.4                         | 81.5                         |
| ساعات سطوع الشمس الشهرية          | 111.5                        | 94.7                         | 125.2                        | 148.8                        | 179.3                        | 200.4                        | 264.8                        | 240.4                        | 213.8                        | 189.9                        | 139.1                        | 123.3                        | 2٬031٫2                      |
| المصدر: Central Weather Bureau    |                              |                              |                              |                              |                              |                              |                              |                              |                              |                              |                              |                              |                              |

## توأمة
لبسكادورز اتفاقيات توأمة مع:
- تاينان

## أعلام
- تشيانغ بنغ-لونغ